# Лековай
Лековай — деревня в Ярском районе Удмуртии, входит в состав муниципального образования Пудемское сельское поселение. У деревни находятся священные рощи, оберегаемые местными жителями.

## География
Располагается у реки Пудемки
, в 13 км севернее Яра.

## История
На территории деревни проживают поселенцы воршудно-родовой группы — Чабъя, Чола.
В 1957 году Лековай являлась центром Лековаевского сельсовета. 

## Население
| 2010 | 2012 |
| ---- | ---- |
| 52   | ↗57  |

К 1961 году в деревне проживало 41 человек.